# T-S 69
Srub T-S 69 byl projektován a částečně budován jako izolovaný pěchotní srub těžkého opevnění na Trutnovsku umístěný samostatně na pravém křídle tvrze Stachelberg. Srub byl vybudován jako součást opevnění Československa proti Německu před 2. světovou válkou.
Význam srubu byl obranný pro zajištění úbočí nad tratí Trutnov - Lubawka v místě zvaném Zadní Libeč. Podle projektu měl být oboustranný s hlavními zbraněmi pod betonem.

## Poloha
Srub byl projekčně umístěn na terénním zlomu svahu na kótě 473 (m n. m.) na pravém křídle tvrze. Důvodem byla nutnost palebného pokrytí i Farské louky v údolí, kterým taktéž prochází železniční trať. Předpolí srubu a linie opevnění měla být zajištěna protitankovou překážkou.

## Výzbroj
Podle projektu měl být srub vyzbrojen hlavními zbraněmi pod betonem, na pravé i levé straně kanóny se spřaženými kulomety a těžkými kulometnými dvojčaty pro vytvoření souvislé palby směrem na další vzdálenější izolovaný objekt T-S 68 na protilehlém úbočí údolí a směrem k tvrzi na sruby T-S 70 a T-St-S 71. Blízké okolí srubu mělo být zajištěno lehkými kulomety ve dvou zvonech a dvěma lehkými kulomety ve střílnách u vchodu. Pro obranu vstupní chodby byla plánována střílna pro ruční zabraň.

T-S 69
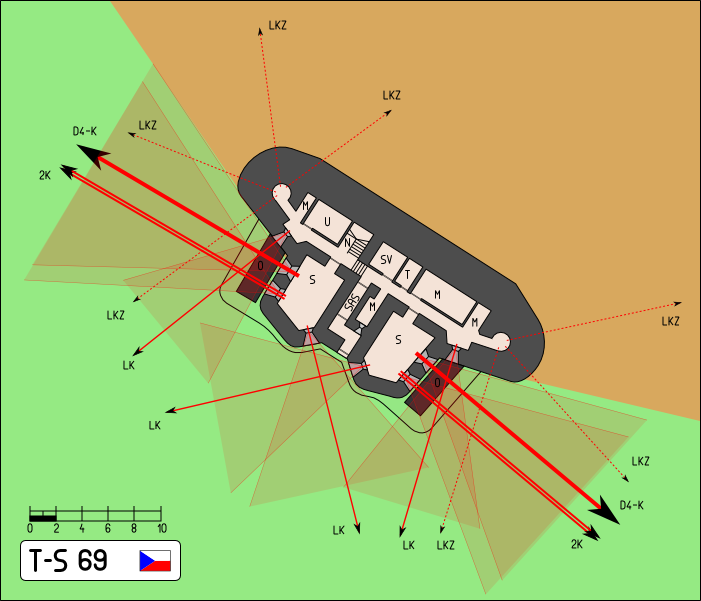
Horní patro srubu LK – lehký kulomet LKZ – l. kulomet zvon D4-K – kanón + t. kulomet 2K – t. kulomet, dvojče 0 – diamantový příkop S – střílna SAS – přechodová komora M – Munice SV – stanoviště velitele T – telefonní ústředna N – nádrže
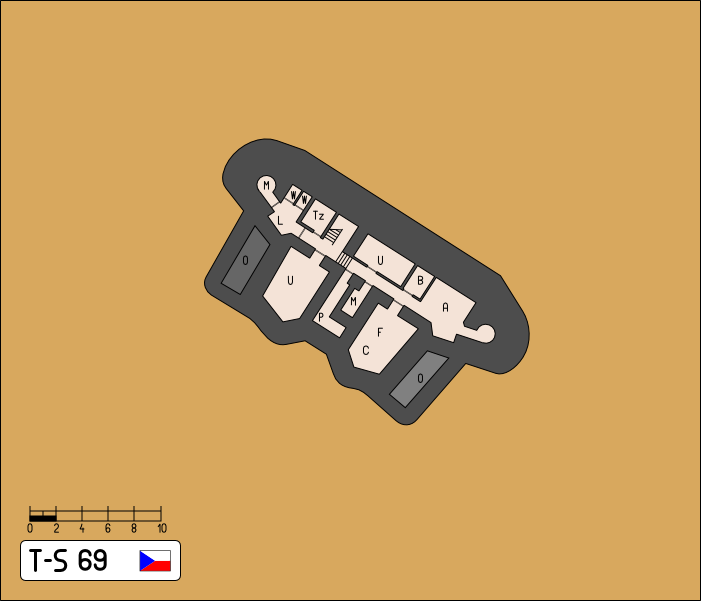
Dolní patro srubu U – ubikace M – munice F – filtrovna C – studna P – proviant B – pohonné hmoty Tz – zemní telegrafie A – strojovna L – umyvárna W – toalety

- Horní patro srubu
LK – lehký kulomet
LKZ – l. kulomet zvon
D4-K – kanón + t. kulomet
2K – t. kulomet, dvojče
0 – diamantový příkop
S – střílna
SAS – přechodová komora
M – Munice
SV – stanoviště velitele
T – telefonní ústředna
N – nádrže
- Dolní patro srubu
U – ubikace
M – munice
F – filtrovna
C – studna
P – proviant
B – pohonné hmoty
Tz – zemní telegrafie
A – strojovna
L – umyvárna
W – toalety

## Výstavba
K 1. říjnu 1938 provedena betonáž pouze základové desky.